# Geschichte São Tomés und Príncipes

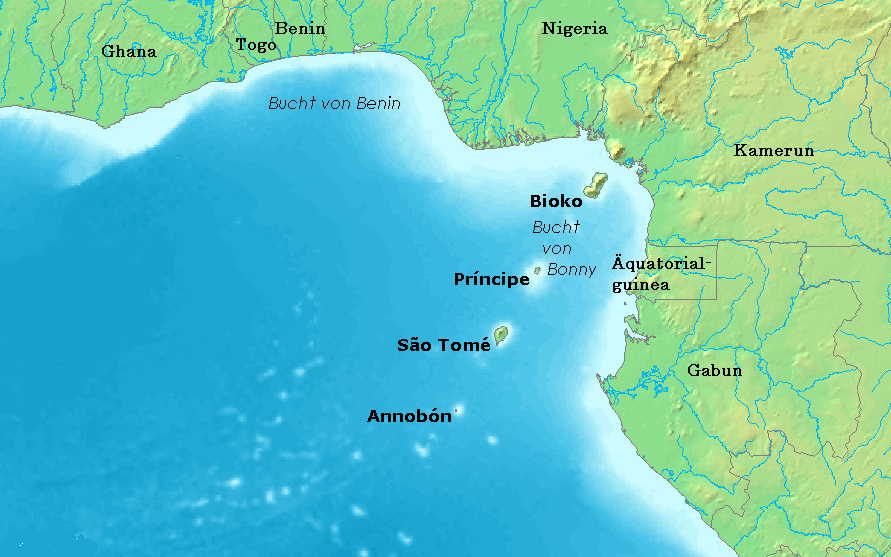
Die Lage der beiden Hauptinseln im Golf von Guinea

Die Geschichte São Tomés und Príncipes bezieht sich auf ein halbes Jahrtausend kolonialer Geschichte dieser Inseln und auf gut drei Jahrzehnte Geschichte des gleichnamigen Staates. Eine vorkoloniale Geschichte der Inseln gibt es nicht, da sie zum Zeitpunkt der Ankunft der Portugiesen – wahrscheinlich – unbewohnt waren. Allerdings gibt es jeweils eine Geschichte der Vorfahren der einzelnen Gruppen heutiger Bewohner, die auf die Kultur und Geschichte der Inseln Einfluss nahm. Für die Nachfahren afrikanischer Sklaven verweist diese Geschichte auf die Völker und Reiche des südlichen Afrikas, insbesondere Angolas, für die Nachfahren deportierter Juden auf die sephardischen Gemeinden Spaniens und für die Nachfahren portugiesischer Einwanderer auf das mittelalterliche Portugal.

## Kolonialzeit

### Entdeckung und Kolonialisierung: 1471 bis 1850

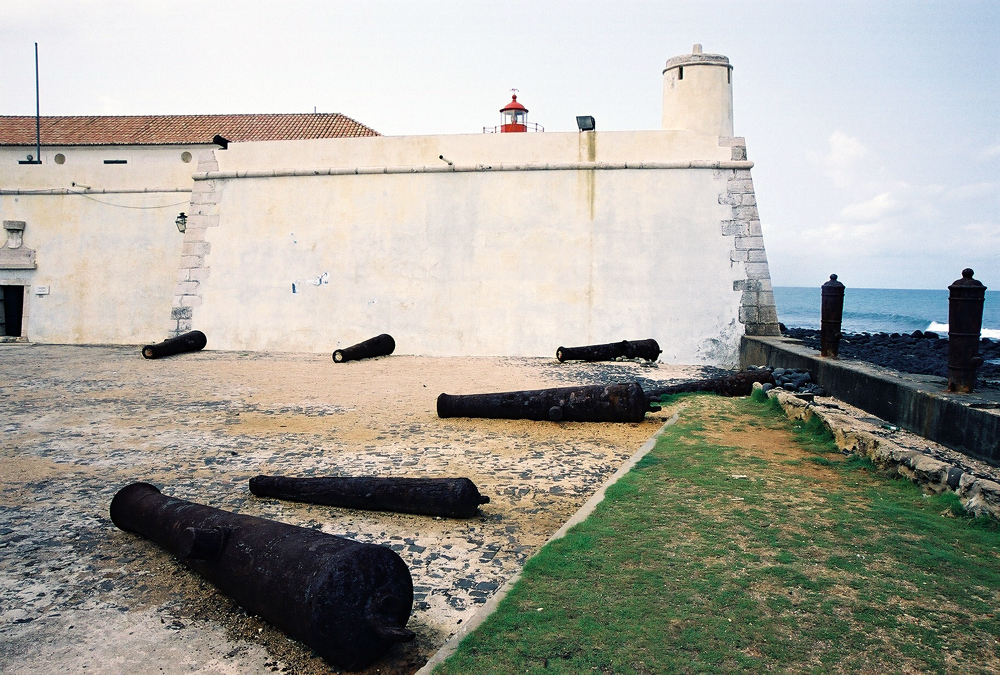
Portugiesische Festung auf São Tomé

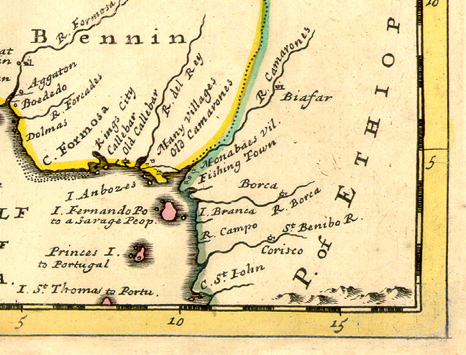
Die Inseln Príncipe und der nördliche Teil São Tomés auf einer Karte von 1729

Die Insel São Tomé wurde am 21. Dezember 1471 von dem portugiesischen Kapitän João de Santarém entdeckt und für Portugal in Besitz genommen. Príncipe erreichte er als erster Europäer wenige Wochen später, am 17. Januar 1472. Santarém segelte im Auftrag des Kaufmanns Fernão Gomes, der vom portugiesischen König Alfons V. (genannt „der Afrikaner“) das Recht erworben hatte, jährlich eine bestimmte Strecke afrikanischer Küste im Namen der portugiesischen Krone auf eigene Kosten zu erkunden. Zum Zeitpunkt der Entdeckung waren beide Inseln unbewohnt. Príncipe erhielt zuerst den Namen Santo Antonio, 1502 wurde es in Príncipe umbenannt.
1485 gab es einen ersten Versuch, die Inseln zu besiedeln. Erfolgreich war erst 1495 Álvaro de Caminha mit einer dauerhaften Siedlung auf São Tomé. Caminha hatte dort Land als Lehen vom portugiesischen König erhalten. Auf Príncipe wurde 1500 eine Siedlung ebenfalls als Lehen eines portugiesischen Adligen errichtet.
Die Mehrheit der ersten Siedler kam nicht freiwillig. Neben Strafgefangenen aus Portugal und Sklaven aus dem südlichen Afrika sandten die Portugiesen 2000 Kinder von aus Spanien vertriebenen sephardischen Juden auf die Inseln. 1492 waren diese Juden nach Portugal geflüchtet, wo die entsprechenden antijüdischen Erlasse erst 1496 in Kraft traten. In Portugal wurden sie mit erheblichen Steuern belegt, die die meisten nicht zahlen konnten. In dieser Situation ließ der portugiesische König ihnen ihre Kinder nehmen und nach São Tomé deportieren. Noch heute sind sich viele Bewohner São Tomés dieses Ursprungs bewusst.
1506 lebten auf São Tomé bereits 1000 freie Einwohner, davon 600 jüdische Kinder, und 2000 Sklaven. Die Inseln wurden zum Umschlagplatz für den portugiesischen Sklavenhandel. Jedes Jahr wurden von hier aus etliche tausend Sklaven auf die Plantagen des portugiesischen Brasiliens und in die Karibik verschifft. Zudem wurde hier auf der Basis von Sklavenarbeit Zuckerrohr angebaut. Ende des 16. Jahrhunderts wurden jährlich bis zu 12.000 Tonnen Zucker produziert. Ein erster Sklavenaufstand fand im Jahr 1526 statt. Ab 1572 war São Tomé und 1573 auch Príncipe direkt der portugiesischen Krone unterstellt.

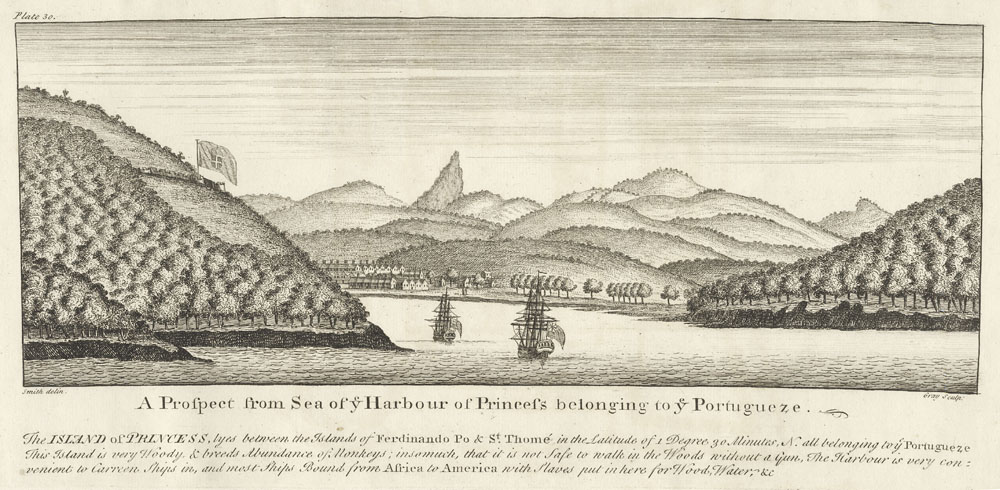
Historische Ansicht der Einfahrt zum Hafen der Insel Príncipe von 1727

Zu Beginn des 17. Jahrhunderts veränderte sich die Situation. In den ersten 100 Jahren der Inselgeschichte waren immer wieder Sklaven entflohen und hatten sich in schwer zugänglichen Teilen São Tomés niedergelassen. Diese Menschen wurden nach dem Hauptherkunftsgebiet der Sklaven Angolares genannt. Es kam zunehmend zu Angriffen von Angolares sowie von französischen oder niederländischen Freibeutern auf Siedlungen und Plantagen. Die Plantagenwirtschaft war davon besonders betroffen. Zudem machte sich die Konkurrenz der Zuckerplantagen in Brasilien bemerkbar und die Zuckerproduktion sank auf ein Zehntel. Viele wohlhabende Portugiesen verließen die Inseln, ließen sich in Brasilien nieder und investierten dort in Plantagen. Das Interesse des „Mutterlandes“ an den Inseln ließ nach und São Tomé und Príncipe öffneten ihre Häfen den Schiffen aller Nationen, die Handel zwischen Afrika und Südamerika trieben. Sklavenaufstände bedrohten die isolierte Kolonie allerdings von nun ab immer wieder. 1844 lebten auf den Inseln 185 Weiße, 7054 so genannte filhos de terra („Söhne der Erde“), also Nachfahren portugiesischer Einwanderer und afrikanischer Mütter, 5514 Sklaven und 1200 bis 1300 Angolares. Die Freien lebten ganz überwiegend auf São Tomé (6000 Menschen), die Sklaven überwiegend auf Príncipe (3300 Menschen).

### Zweite Kolonialisierung: 1850 bis 1950

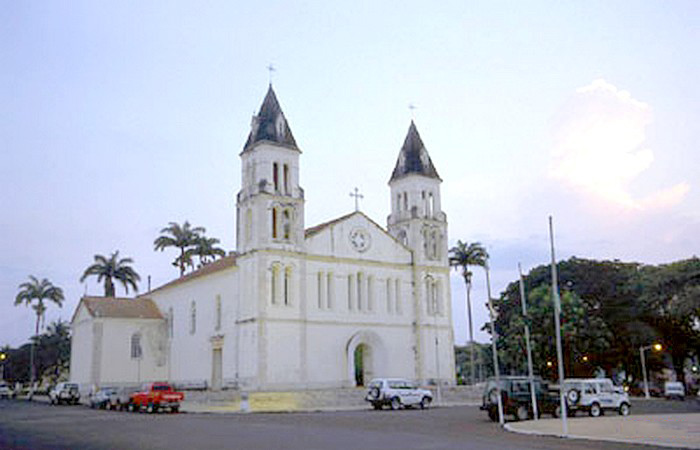
Kathedrale aus der Kolonialzeit auf São Tomé

Das Ende der portugiesischen Herrschaft über Brasilien im Jahr 1822 trug mit zur so genannten „2. Kolonialisierung“ der Inseln bei. Portugiesen aus dem Mutterland begannen nun wieder in der verbliebenen Kolonie São Tomé und Príncipe in Plantagen zu investieren. Häufig wendeten diese zumeist in Portugal sitzenden Großgrundbesitzer über ihre Verwalter Betrug und Gewalt an, um an das Land der kleinen kreolischen Pflanzer zu kommen. Bald besaßen portugiesische Gesellschaften und im „Mutterland“ residierende Großgrundbesitzer die Masse des fruchtbaren, vulkanischen Bodens der Insel São Tomé. Ihre großen Pflanzungen wurden rocas genannt. Zugleich führten sie zwei neue Plantagenpflanzen ein: Kaffee und vor allem Kakao. 1869 wurde die Sklaverei auch in Portugal und seinen Kolonien verboten, doch waren die Sklaven zu weiteren neun Jahren Arbeit für ihre alten Herren verpflichtet. De facto endete damit die Sklaverei auf São Tomé und Príncipe erst 1878. (Bezahlte) Zwangsarbeit bestand für Jahrzehnte weiter. Die Einheimischen setzten die Arbeit auf den großen Plantagen zumeist (nicht ganz zu Unrecht) mit Sklavenarbeit gleich und verweigerten sich ihr. Ab 1875 warben die Portugiesen daher Kontraktarbeiter („servicais“) auf dem afrikanischen Festland an. Den kleinen einheimischen Pflanzern war diese Anwerbung verboten, daher traf sie die Abschaffung der Sklaverei in besonderem Maße.
Um 1900 bestand bereits eine knappe Mehrheit der 42.000 Bewohner der Inseln aus Kontraktarbeitern vom Festland. 1908 war São Tomé der größte Kakaoproduzent der Welt. Ein britischer Journalist, Henry Nevinson, machte 1909 die Öffentlichkeit Großbritanniens auf die „Moderne Sklaverei“ (so auch der Titel seiner Schrift) der Kontraktarbeit auf São Tomé aufmerksam und bewog den Schokoladeproduzenten William Cadbury zum Boykott des „Sklavenkakaos“ von der Insel. Der Boykott zwang die Portugiesen 1909, den zu diesem Zeitpunkt 35.000 Kontraktarbeitern und ihren im Lande geborenen Nachfahren (den „Tongas“) die Rückkehr in ihre jeweilige Heimat zu ermöglichen. Die Großgrundbesitzer verschafften sich daraufhin Strafgefangene aus der portugiesischen Kolonie Mosambik und warben Arbeiter von den portugiesischen Kapverden an. Zwischen Einheimischen und Kapverdiern gab es häufig Konflikte aufgrund sprachlicher und kultureller Unterschiede, die von der Kolonialverwaltung geschürt wurden.

### Erste Organisationen und das Massaker von Batepá

Wappen von São Tomés und Príncipe ab 1935

Die wirtschaftliche Situation der Inseln verschlechterte sich ab der Jahrhundertwende zunehmend. Dennoch schafften es viele wohlhabende Einheimische, ihre Söhne zum Studium nach Portugal zu schicken. Hier im „Mutterland“ gründeten diese verschiedene Zeitungen und 1919 auch den emanzipatorischen Verein „Liga Africana“. Auf den Inseln selbst hatten 1911 (dem Jahr der Einführung der Republik in Portugal) kreolische Pflanzer die „Liga dos Interesses Indigenas“ also die „Liga für die Interessen der Einheimischen“, gegründet, die sich gegen die portugiesischen Großgrundbesitzer richtete. 1926 wurde die Liga wieder verboten.
1937 versuchte die Kolonialverwaltung die Einheimischen durch die Einführung einer Kopfsteuer zur Arbeit auf den Plantagen zu zwingen. 1951 wurden die Inseln ohne weitere praktische Auswirkungen zur Überseeprovinz erklärt. Gouverneur Carlos de Souza Gorgulho verdreifachte die Kopfsteuer 1952 noch einmal auf 90 Escudos – entsprechend 90 Tage Zwangsarbeit. Zudem untersagte er die lukrative Produktion von Palmwein und ließ Menschen für ein Bauprogramm in der Hauptstadt zur Zwangsarbeit zusammentreiben. Die Aufseher waren häufig aus dem Gefängnis entlassene Kriminelle, teilweise sogar Mörder, die Behandlung der Arbeiter schlecht. Das Gerücht, die einheimischen Landbesitzer sollten zugunsten neu angeworbener Kapverdier enteignet werden, führte 1953 zu einem Aufstand, der als „Batepá-Massaker“ bekannt wurde. Je nach Quelle forderte dieser Aufstand bzw. seine Unterdrückung durch Soldaten, weiße Freiwillige, Kriminelle und Kontraktarbeiter zwischen einigen hundert und bis zu 2000 Opfern. Die Regierung ließ zahlreiche Personen deportieren und verurteilen, während der verantwortliche Gouverneur und andere Personen ausgezeichnet wurden. Später musste Gouverneur Gorgulho allerdings auf seinen Posten verzichten. Der Aufstand löste den Beginn eines nationalen Bewusstseins auf den Inseln aus, gleichzeitig war danach endgültig der Widerstand der Einheimischen gegen die Plantagenarbeit gebrochen. Heute ist das Datum des Aufstands nationaler Feiertag des Landes.

### Der Weg in die Unabhängigkeit

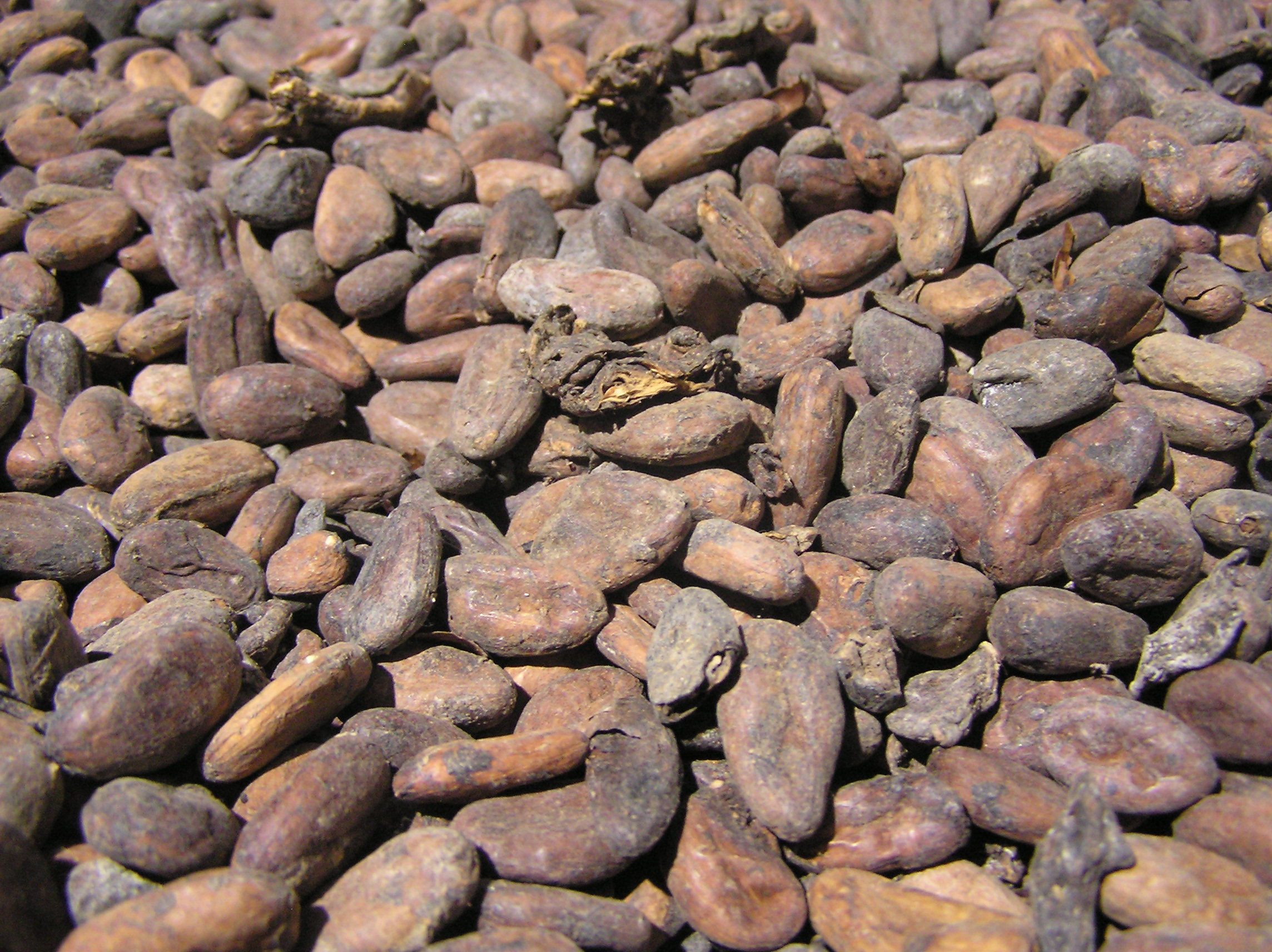
Kakaobohnen

Europäische Beobachter verglichen in den 1950er und 1960er Jahren die Arbeitsbedingungen auf den Roças von São Tomé mit denjenigen der schwarzen Arbeiter auf den Baumwollfeldern Virginias oder Brasiliens im 19. Jahrhundert. Dennoch entwickelte sich im Gegensatz zu den portugiesischen Kolonien Angola, Mosambik oder Portugiesisch-Guinea auf dem afrikanischen Festland auf den Inseln keine bewaffnete Aufstandsbewegung. Organisierten Protest gab es fast ausschließlich im Exil. 1960 wurde der CLSTP, Comissao de Libertacao de São Tomé e Principe (Ausschuss für die Befreiung São Tomés und Principes) gegründet und 1964 von der Organisation für Afrikanische Einheit als Befreiungsbewegung anerkannt. Chef der Niederlassung des CLSTP im benachbarten Gabun war Miguel Trovoada, der spätere Premier des Staates São Tomé und Príncipe. Die Unterstützung, die er von Gabun erfuhr, war nicht uneigennützig. Gabun spekulierte auf eine Angliederung der Inseln an sein Staatsgebiet. 1972 benannte sich der „Ausschuss“ in „Bewegung“ um und hieß von nun ab Movimento de Libertação de São Tomé e Príncipe (MLSTP). Auf den Inseln selbst blieb es aufgrund der Einschüchterung durch die koloniale Polizei „ruhig“.
Im April 1974 wurde das diktatorische Regime des Marcelo Caetano in Portugal gestürzt und die Entlassung der afrikanischen Kolonien in die Unabhängigkeit beschlossen. Im September forderten Streiks und Demonstrationen mehrere Todesopfer, ein großer Teil der 2000 weißen Portugiesen verließ die Insel in der letzten Phase vor der Unabhängigkeit. Die portugiesische Regierung erkannte die MLSTP als Vertreterin des Volkes von São Tomé und Principe für Gespräche zur Vorbereitung der Unabhängigkeit in Algier Ende 1974 an.
Am 6. Juli 1975 wurden Wahlen unter den Bedingungen eines Einparteiensystems abgehalten und am 12. Juli 1975 übertrug die portugiesische Regierung einer Verfassunggebenden Versammlung alle Gewalt. Ihr Sprecher Nuno Xavier erklärte am selben Tag die Unabhängigkeit des neuen Staates São Tomé und Principe.
Bis 1961, als alle die portugiesische Staatsangehörigkeit erhielten und bei lokalen Wahlen abstimmen konnten, waren alle Einheimischen vom Wahlrecht ausgeschlossen. Das aktive und passive Frauenwahlrecht wurde am 12. Juli 1975 eingeführt.

## Der unabhängige Staat

### Wirtschaftlicher Niedergang und Diktatur 1975 bis 1991

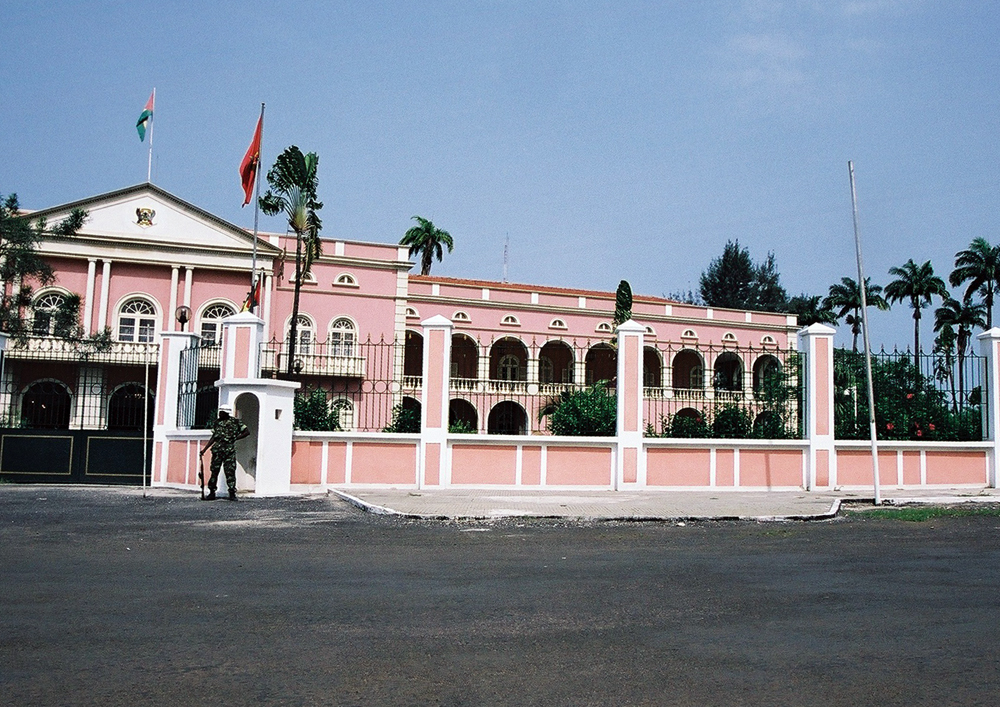
Der Präsidentenpalast auf São Tomé

Die MLSTP hatte sämtliche Sitze in der Verfassunggebenden Versammlung errungen und stellte mit Manuel Pinto da Costa den Präsidenten und mit dem erwähnten Miguel Trovoada den Premier des neuen Staates. Demokratische Freiheiten hatten die Bewohner damit nicht errungen. Die MLSTP erklärte sich zur sozialistischen Einheitspartei des Landes und die Parteigliederungen übernahmen im Wesentlichen die Funktionen der vorher bestehenden kolonialen Institutionen. Rasch wurden die von den Portugiesen verlassenen Posten durch zumeist junge und unerfahrene Parteimitglieder besetzt. 1978 rief die Regierung Truppen aus Angola und Guinea-Bissau wegen angeblicher Bedrohung von außen zu Hilfe. Die angolanischen Soldaten blieben die folgenden anderthalb Jahrzehnten als Stütze des Regimes auf den Inseln. Premier Miguel Trovoada, der sich gegen die Präsenz angolanischer Soldaten ausgesprochen hatte, wurde seines Amtes enthoben und zum Wirtschaftsminister degradiert. Als 1979 auf Protestdemonstrationen gegen die befürchtete Enteignung von privatem Bodenbesitz die Forderung aufkam, Miguel Trovoada zum Präsidenten zu ernennen, schloss man ihn aus der Partei aus und verhaftete ihn. Nur aufgrund internationaler Kritik konnte er nach zwei Jahren 1986 das Gefängnis verlassen und ins Exil nach Frankreich gehen. Wie ihm erging es verschiedenen oppositionellen Politikern.
Als Symbol des alten Kolonialsystems wurde noch im Jahr der Unabhängigkeit das verhasste Rocassystem aufgelöst und die Plantagen verstaatlicht. Die Zwangsarbeit wurde offiziell abgeschafft, allerdings der neue Nationale Gedenktag an das Massaker von Batepa zum „Tag der freiwilligen Arbeit“ erklärt, zu deren Ausübung die Bevölkerung verpflichtet war. Der Versuch einer „kollektiven Selbstverwaltung“ der ehemaligen rocas scheiterte. Die Kakaoproduktion halbierte sich innerhalb kurzer Zeit, die Plantagenarbeiter verwendeten mehr Zeit auf den (ihnen wie in der Kolonialzeit verbotenen) privaten Anbau von Nahrungsmitteln. Neben hausgemachten Problemen verschlimmerte der Verfall der Kakaopreise, die Überalterung der Kakaopflanzen und die Rückkehr von 10.000 Staatsbürgern, die vom dortigen Bürgerkrieg aus Angola geflohen waren, die Situation. Der Staat musste sich in die Abhängigkeit ausländischer Geldgeber, insbesondere der Weltbank und des Internationalen Währungsfonds begeben, um zu überleben. Es kam zu Betriebsschließungen und erstmals in der Geschichte der Inseln zu Massenarbeitslosigkeit. Lebensmittel wurden rationiert und 1981 kam es auf Príncipe zu Hungerrevolten und sezessionistischen Bestrebungen.
Die wirtschaftliche wie politische Situation entspannte sich in der zweiten Hälfte der 1980er Jahre, als Weltbank und Entwicklungshilfe leistende Staaten den politischen Kurswechsel des Regimes Richtung Westen und Marktwirtschaft mit neuen Krediten belohnte.
Der „wind of change“ im Afrika der frühen 1990er Jahre erreichte auch São Tomé und Príncipe. Junge Politiker innerhalb der Einheitspartei forderten Reformen, 1990 wurde das Mehrparteiensystem eingeführt und die neue Verfassung im Verfassungsreferendum 1990 per Volksentscheid mit überwältigender Mehrheit angenommen.

### Demokratisierung und Erdöl: 1991 bis heute

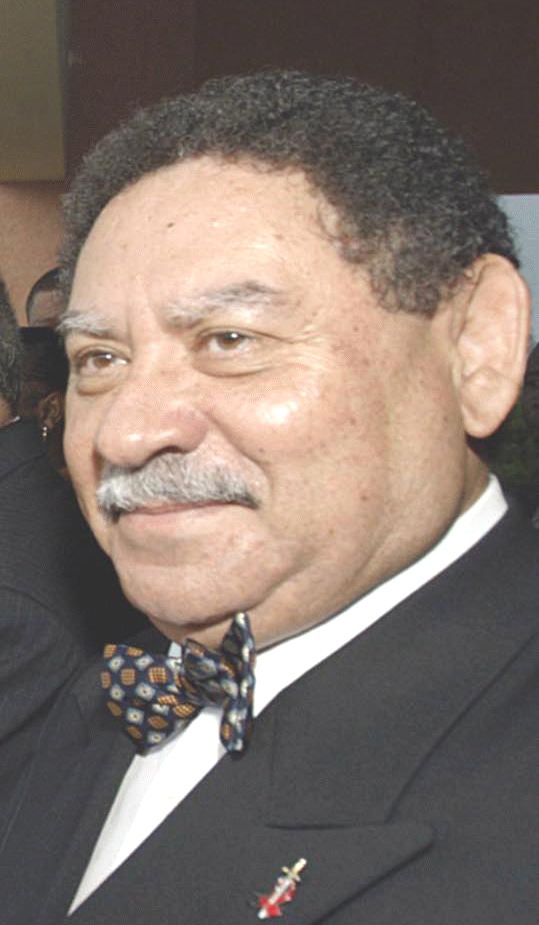
Der frühere Präsident Fradique Menezes

Die Wahlen vom Januar 1991 gewann mit 51 % der „Partido de Convergência Democrática – Grupo de Reflexão“, kurz „PCD“. Die alte Staatspartei MLSTP erhielt wenig mehr als ein Drittel der Sitze. Die Wahl zum Präsidenten gewann als unabhängiger Kandidat der aus dem Exil zurückgekehrte Miguel Trovoada. Diesen Sieg wiederholte er 1992. 2001 musste er das Amt an Fradique de Menezes abgeben. MLSTP und PCD wurden die großen Konkurrenten in einem funktionierenden Zweiparteiensystem, 1994 und 1998 errang die erneuerte MLSTP (inzwischen in MLSTP-PSD umbenannt, wobei PSD für sozialdemokratische Partei steht) die Mehrheit der Sitze im Parlament.
1995 unternahm die Armee einen Putschversuch. Nach der Zusicherung von Amnestie zogen sich die Soldaten wieder in die Kasernen zurück. Im Juli 2003 war ein weiterer Militärputsch erfolgreich. Die Armee begründete den Staatsstreich mit um sich greifender Korruption, zog sich aber nach einer Woche wieder zurück. Die wirtschaftliche Lage hat sich seit Beginn des Jahrtausends durch große Offshore-Erdölfunde verändert. Der Geldfluss aus der beginnenden Förderung lässt allerdings auf sich warten. Die Gelder aus der Vergabe der ersten Konzessionen befanden sich auf der Filiale der nigerianischen Hallmark Bank, die bankrottging, bevor Gelder ausgezahlt werden konnten. Seit 2001 betreibt der Inselstaat eine „Gemeinsame Entwicklungszone“ (JDZ) mit dem benachbarten Ölriesen Nigeria und die Innenpolitik des Landes wird von der Diskussion um den Einfluss der Nigerianer und dem Ausbleiben sichtbarer Veränderung der immer noch erbärmlichen Lebensumstände der meisten Saotomenser und Principesen beherrscht. Mitte 2005 kam es zu einem Generalstreik des öffentlichen Dienstes und zu Demonstrationen von Gymnasiasten. Obwohl Präsident Fradique Menezes bereits das zweite Mal in freien Wahlen zum Präsidenten gewählt wurde, führten die wechselseitigen Korruptionsvorwürfe innerhalb der politischen Elite zu großer Instabilität der politischen Verhältnisse im Land.
Bei der Parlamentswahl 2006 gab es folgende Sitzverteilung:
- MDFM 23 Sitze
- MLSTP 20
- ADI 11
- die Bewegung Novo Rumo 1 Sitz

Die von in- und ausländischen Wahlbeobachtern als frei und fair bezeichnete Präsidentschaftswahl vom 30. Juli 2006 gewann Menezes mit rund 60 % der Stimmen bei einer Wahlbeteiligung von 63 % der 91.000 registrierten Wähler.
Im November 2007 überstand der amtierende Premierminister Tome Vera Cruz eine Regierungskrise, die durch den Austausch einiger Minister friedlich gelöst werden konnte. Im Februar 2008 ernannte Präsident Menezes den Politiker Patrice Trovoada zu Vera Cruz’ Nachfolger. Am 20. Mai 2008 verlor die Regierung Trovoada im Parlament eine Vertrauensabstimmung, neuer Premierminister wurde im Juni 2008 Joaquim Rafael Branco.
Bei der Parlamentswahl vom 1. August 2010 errang Trovoadas Partei ADI mit 26 der 55 Sitze nahezu die absolute Mehrheit. Weiters entfielen auf
- MLSTP-PSD 21 Sitze
- PCD 7 Sitze
- Menezes’ MDFM lediglich 1 Sitz

Präsident Menezes hatte Ende 2009 trotz verfassungsrechtlicher Bedenken auch das Amt des Parteivorsitzenden übernommen gehabt, dieses jedoch wenig später auf innenpolitischen Druck hin wieder abgeben müssen. Die am 14. August 2010 gebildete Regierung führt erneut Trovoada als Premierminister.
Aus der fünften demokratischen Präsidentschaftswahl des Staates am 17. Juli 2011 mit nachfolgender Stichwahl am 7. August 2011 siegte der frühere Präsident Manuel Pinto da Costa knapp über seinen Gegenkandidaten, Parlamentspräsident Evaristo Carvalho. Der vorherige Präsident Menezes hatte nach zwei Amtsperioden nicht mehr kandidieren können.

## Wissenschaftliche Bedeutung

Plakette zu Ehren Eddingtons in Sundy

Am 29. Mai 1919 bewies die Sonnenfinsternis-Expedition unter Leitung von Arthur Stanley Eddington auf der Vulkaninsel Príncipe experimentell die Richtigkeit von Albert Einsteins allgemeiner Relativitätstheorie.

## Film
- Daniel Cattier, Juan Gélas, Fanny Glissant (Regie): Menschenhandel – Eine kurze Geschichte der Sklaverei. Folge 2: 1375–1620: Für alles Gold der Welt. Frankreich, Dokumentation, 2018. Originaltitel: Les routes de l’esclavage. (Online bei arte-tv)